# Боню Лунгов
Боню Пенев Лунгов е български юрист, публицист, политик и общественик.

## Биография
Роден е през 1869 г. в Дряново. През 1894 г. завършва право в Лозана. Сътрудник е на вестник „Работник“ (1892 – 1894) и списание „Ново време“ (от 1897). Редактор е на вестниците „Освобождение“ (1895 – 1896, 1898) и „Заря“ (1899, 1901). Съиздател на библиотека „Право дело“ (1898 – 1905) и основател и редактор на вестник „Борба“. Член е на БРСДП. Народен представител в X обикновено народно събрание (1899 – 1900). Убит при Скендеркьой през 1913 г.
Автор е на статиите „Война на войната“, „Депутатите и народа“, „Ново време“ и други.
Личният му архив се съхранява във фонд 1485К в Централен държавен архив. Той се състои от 54 архивни единици от периода 1889 – 1976 г.